# Aizoon hispanicum

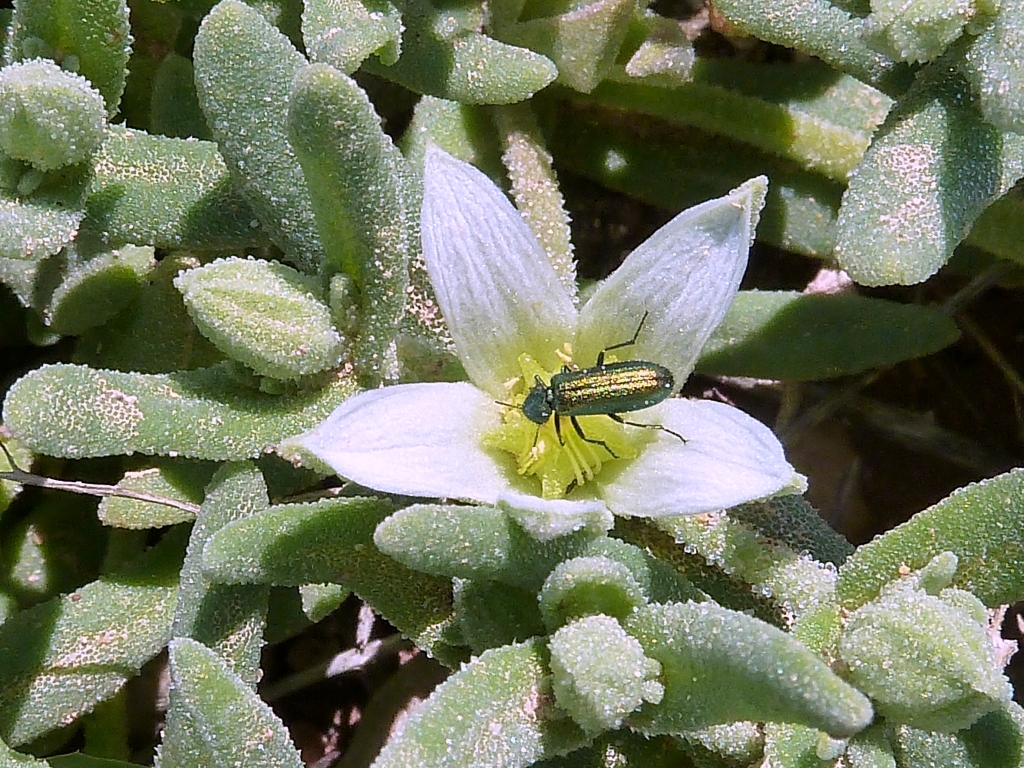
Detalle de una flor con tépalos, estambres, gineceo (y algún visitante...)

Aizoon hispanicum L., es una especie perteneciente a la familia de las aizoaceas.
En The Plant List está considerada un sinónimo de Aizoanthemum hispanicum.

## Descripción
Se trata de una planta herbácea anual de 5-20 cm, con hojas sentadas, papilosas y jugosas. Flores solitarias blancas sin pétalos, como todas las plantas de la familia, con tépalos acrescentes de 3-15 mm amarillentos por el interior y verdes exteriormente. Estambres en número de 5-15; ovario de 5 lóculos dando un fruto en cápsula centimétrica pentagonal con semillas  estriadas y tuberculadas milimétricas.

## Distribución geográfica
A.hispanicum es una especie probablemente nativa de las islas Canarias. Se extiende por el Mediterráneo meridional y oriental, Creta, Palestina, España (esencialmente Levante, Baleares y Valle del Ebro); naturalizada en Calabria (Italia). También en África y Asia occidental.

## Taxonomía
Aizoon hispanicum fue descrita por Carlos Linneo y publicado en Species Plantarum, vol. 1, p. 488, 1753.
basónimo
- Aizoanthemum hispanicum (L.) H.E.K. Hartmann, Illustr. Handb. Succ. Pl.: Aizoaceae A-E (ed. H.E.K.Hartmann) 29 (2002 publ. 2001)[3]

Citología
- Tiene un número de cromosomas de 2n=32[4]

## Nombres comunes
- Castellano: agua azul, aguazul, algazul, cosco macho, gasul, gazul, gazula, salado blanco.[5]